# Развој светског рекорда на 400 метара са препонама за мушкарце
Светски рекорди у дисциплини трчања на 400 метара са препонама у мушкој конкуренцији, које ИААФ званично признаје, воде се од 1908. године. Први рекорди су мерени ручно (штоперицом).
Да данас (30.6.2017.) ИААФ је ратификовао укупно 21 светски рекорд у мушкој конкуренцији.

## Ратификовани рекорди

### Рекорди од 1908. — 1972. године
| Време | Електр. | Атлетичар        | Земља            | Место                        | Датум               | Трајање             |
| ----- | ------- | ---------------- | ---------------- | ---------------------------- | ------------------- | ------------------- |
| 55,0  |         | Чарлс Бејкон     | Сједињене Државе | Лондон, Уједињено Краљевство | 22. јул 1908.       | 12 година и 25 дана |
| 54,0  |         | Френк Лумис      | Канада           | Антверпен, Белгија           | 16. август 1920.    | 5 година и 49 дана  |
| 53,8  |         | Стен Петерсон    | Шведска          | Коломб, Француска            | 4. октобар 1925.    | 1 година и 271 дан  |
| 52.6y |         | Џон Гибсон       | Сједињене Државе | Линколн, САД                 | 2. јул 1927.        | 1 година и 2 дана   |
| 52.0  |         | Морган Тејлор    | Сједињене Државе | Филаделфија, САД             | 4. јул 1928.        | 4 године и 28 дана  |
| 52,0  | 51,85   | Глен Хардин      | Сједињене Државе | Лос Анђелес, САД             | 1. август 1932.     | 1 година и 333 дана |
| 51,8  |         | Глен Хардин      | Сједињене Државе | Милвоки, САД                 | 30. јун 1934.       | 26 дана             |
| 50,6  |         | Глен Хардин      | Сједињене Државе | Стокхолм, Шведска            | 26. јул 1934.       | 18 година и 56 дана |
| 50,4  |         | Јуриј Литујев    | Совјетски Савез  | Будимпешта, Мађарска         | 20. септембар 1953. | 2 године и 283 дана |
| 49,5  |         | Глен Дејвис      | Сједињене Државе | Лос Анђелес, САД             | 29. јун 1956.       | 2 године и 38 дана  |
| 49,2  |         | Глен Дејвис      | Сједињене Државе | Будимпешта, Мађарска         | 6. август 1958.     | 6 година и 38 дана  |
| 49,2  |         | Салваторе Морале | Италија          | Београд, Југославија         | 14. септембар 1962. | 6 година и 38 дана  |
| 49,1  |         | Рекс Коли        | Сједињене Државе | Лос Анђелес, САД             | 13. септембар 1964. | 3 године и 364 дана |
| 48,8  | 48,94   | Геоф Вандерсток  | Сједињене Државе | Echo Summit, САД             | 11. септембар 1968. | 34 дана             |
| 48,1  | 48,12   | Дејвид Хемери    | Велика Британија | Мексико Сити, Мексико        | 15. октобар 1968.   | 3 године и 323 дана |
| 47,8  | 47,82   | Џон Аки-Бу       | Уганда           | Минхен, Западна Немачка      | 2. септембар 1972.  | 3 године и 327 дана |

"y" означава време за 440 јарди (402,34 м), који је ратификован као светски рекорд у трци на 400 м препоне

### Рекорди од 1972. године
| Време | Атлетичар   | Земља            | Место                    | Датум            | Трајање             |
| ----- | ----------- | ---------------- | ------------------------ | ---------------- | ------------------- |
| 47,64 | Едвин Мозиз | Сједињене Државе | Монтреал, Канада         | 25. јул 1976.    | 321 дан             |
| 47,45 | Едвин Мозиз | Сједињене Државе | Лос Анђелес, САД         | 11. јун 1977.    | 3 године и 22 дана  |
| 47,13 | Едвин Мозиз | Сједињене Државе | Милано, Италија          | 3. јул 1980.     | 3 године и 59 дана  |
| 47,02 | Едвин Мозиз | Сједињене Државе | Кобленц, Западна Немачка | 31. август 1983. | 8 година и 341 дан  |
| 46,78 | Кевин Јанг  | Сједињене Државе | Барцелона, Шпанија       | 6. август 1992.  | 32 године и 291 дан |